# Barrett M98B
Il Barrett M98B è un fucile da cecchino bolt-action.
È stato annunciato ufficialmente nell'ottobre 2008 ed è disponibile per l'acquisto dal 2009.

## Caratteristiche
LʹM98B è un fucile di precisione tattico bolt action, sviluppato fin dallʹinizio come arma per tiratori scelti con otturatore scorrevole; una versione modificata dellʹM98B è in fase di valutazione da parte dellʹUS SOCOM. LʹM98B ha in dotazione un mirino telescopico (8x).
LʹM98B spara proiettili .338 Lapua Magnum da un caricatore sganciabile ed è estremamente preciso a lunga distanza, mantenendo sempre un elevato potere dʹarresto.
Gli ingegneri della Barrett Firearms Manufacturing hanno iniziato a progettare la M98B nel 1997, con l'obiettivo di sviluppare un'arma con una precisione tattica 338 Lapua non basato su alcun fucile sportivo.
Molte delle caratteristiche del M98B sono ispirati all'AR-15/M16 come ad esempio la cerniera superiore in alluminio, i ricevitori inferiori e l'impugnatura ergonomica a pistola.
L'M98B dispone anche di una canna scanalata da 27 pollici, medio-pesante lunga 690 millimetri fatta di 4150 MIL-B-11595 acciaio.
La canna è rigata in una scanalatura e dispone di un freno di bocca a due porte filettate che viene indicizzato da un controdado.
Il fucile viene fornito dalla fabbrica con un bipiede marcato Harris S-BR.

## Varianti
- Barrett M82/M107
- Barrett M90
- Barrett M95
- Barrett M98
- Barrett M99
- Barrett XM109
- Barrett XM500
- Barrett MRAD